# Bayamón

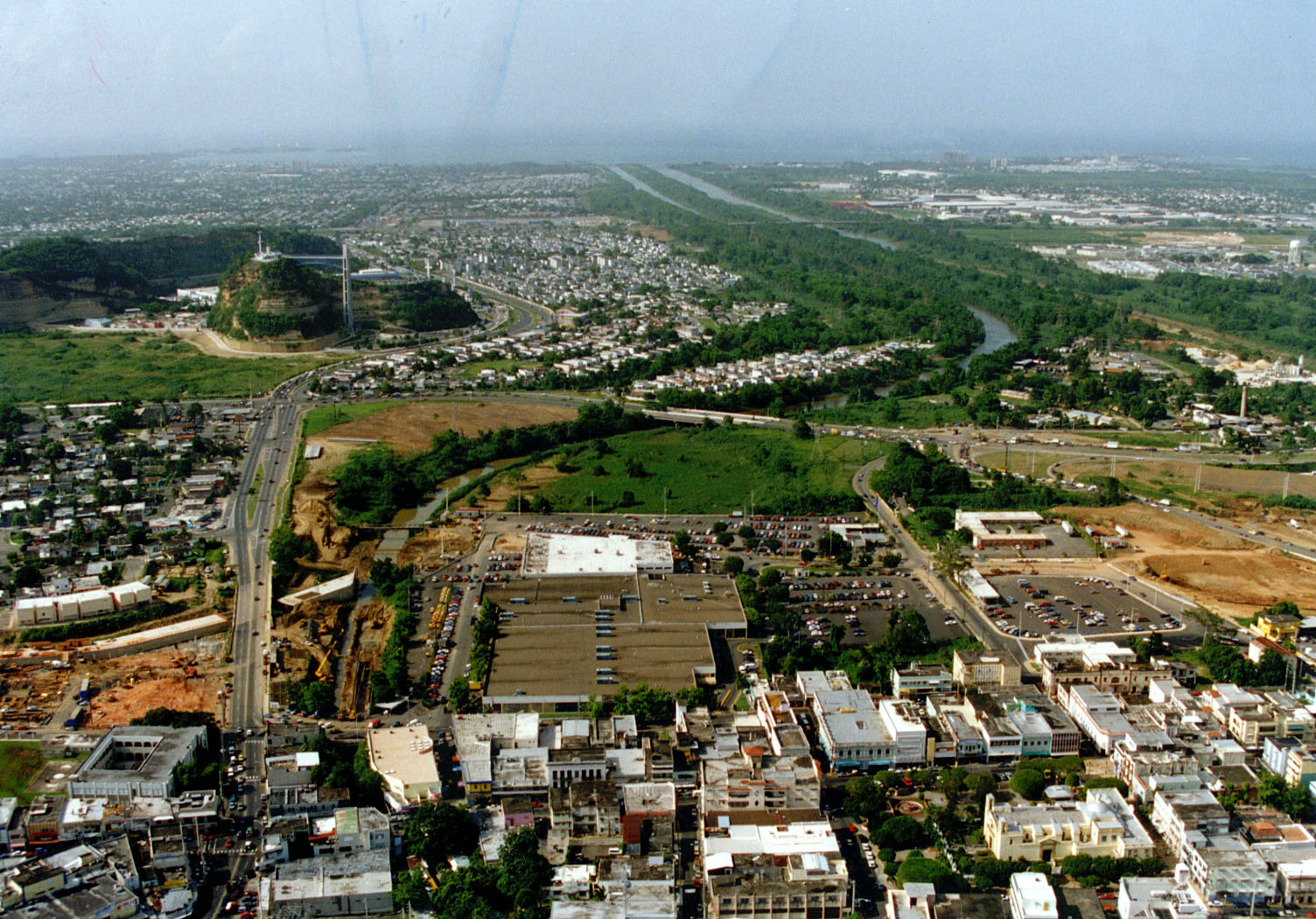
Bayamón

Bayamón is een stad in het noorden van Puerto Rico en telde in 2000 ongeveer 224.044 inwoners. De oppervlakte bedraagt 115,1 km2.
Juan Ramírez de Arrellano richtte de stad Bayamón op op 22 mei 1772. De naam zou zijn afgeleid van de naam van een lokale indiaan (opperhoofd of cacique) Bahamon, anderen stellen dat de naam van het Taíno woord Bayamongo is afgeleid, de naam van een van de rivieren die door de stad loopt.